# Isohypsibius eplenyiensis
Isohypsibius eplenyiensis är en djurart som tillhör fylumet trögkrypare, och som först beskrevs av Iharos 1970.  Isohypsibius eplenyiensis ingår i släktet Isohypsibius och familjen Hypsibiidae. Inga underarter finns listade i Catalogue of Life.